# Ritme sinusal

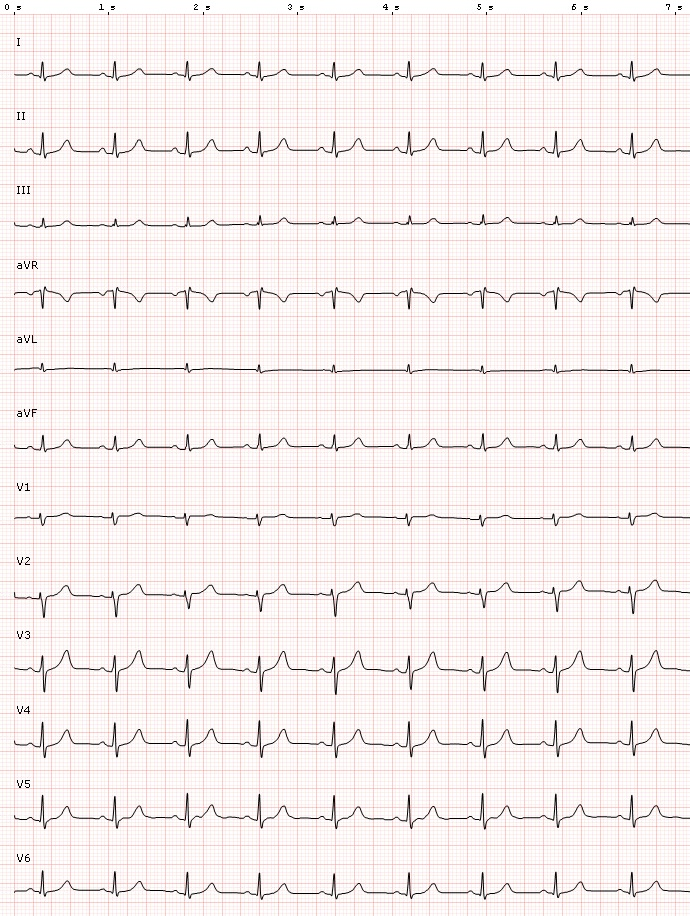
Les 12 derivacions d'un ECG normal: ritme sinusal

El ritme sinusal és un terme que s'utilitza en medicina per descriure el batec normal del cor, mesurat per un electrocardiograma (ECG). S'anomena sinusal perquè els impulsos elèctrics que despolaritzen el cor s'originen en el node sinusal.
Es caracteritza per una freqüència cardíaca d'entre 60 i 100 batecs per minut. Cada complex QRS està precedit per una ona P, i cada ona P ha d'anar seguida d'un QRS.